# Arachnura scorpionoides
Arachnura scorpionoides là một loài nhện trong họ Araneidae.
Loài này thuộc chi Arachnura. Arachnura scorpionoides được miêu tả năm 1863 bởi Vinson.